# Homo faber (roman)
Pour les articles homonymes, voir Homo faber.
Homo faber est une œuvre écrite en 1957 par l'écrivain suisse Max Frisch. 
Après sa publication, le roman devint un succès de librairie. On considère qu'il fait aujourd'hui partie des œuvres en prose les plus connues de Max Frisch. Traduit en plusieurs langues, il a été adapté au cinéma en 1991 par Volker Schlöndorff sous le titre Homo Faber. Une nouvelle adaptation cinématographique a été faite en 2014 par le réalisateur suisse Richard Dindo sous le titre Homo faber (Trois Femmes).

## Résumé
Le roman raconte l'histoire de Walter Faber, homme d'une cinquantaine d'années, qui est tourmenté par le destin. 
Lors d'un voyage, il rencontre le frère d'un ancien ami et renoue avec un  passé qu'il avait jusqu'alors occulté. 
Lors d'un voyage en bateau vers Paris, Faber rencontre une jeune fille nommée Sabeth (Elisabeth). Il la revoit quelque temps après à Paris. Par désir pour elle et par envie de la retrouver, Faber se rend dans des musées. Il décide d'accompagner la jeune fille pendant son voyage vers la Grèce où sa mère habite. Lors d'une escale à Avignon, leur romance se concrétise. C'est également à cette période là que Faber fait le lien entre son passé et le présent. Sabeth est sa fille, et sa mère se trouve être Hannah, son ancienne fiancée. Cette dernière était enceinte de Walter et devait avorter, ce qu'elle n'a pas fait. Arrivée en Grèce, une chose en entraînant une autre, Sabeth tombe et se cogne la tête contre une roche, ce qui provoquera sa mort bien plus tard. 
Durant toute l'histoire, Walter Faber souffre de douleurs au ventre, mais les ignore. Ce sont les symptômes d'un cancer de l'estomac qui l'obligera à se faire opérer. Mais Faber n'y survivra certainement pas. Le récit s'arrête au moment de l'opération, la suite est laissée en suspens.

## Thèmes
Homo Faber, qui comporte des éléments autobiographiques, traite de certains thèmes clés chers à Max Frisch : le conflit entre identité personnelle et rôle social, l'influence du hasard ou du destin sur nos existences, ou encore la technique qui s'oppose à la nature et au mythe. On y retrouve aussi les thèmes, récurrents chez Frisch, de la relation imparfaite entre les sexes et de la vie ratée. Le roman  donne une version moderne de la tragédie grecque et le drame cosmopolite se dénoue en Grèce même. L'homme est-il  le jouet de la fatalité ? Allusion esquissée au mythe d'Oedipe, sauf que Walter ne couche pas avec sa mère sans le savoir, il couche avec sa fille. Les dieux veulent-ils le punir de son hubris ? Homo faber (usant d'outillage) est un esprit rationnel ; il adhère aux critères de l'ère technicienne et se moque des errements de l'esprit fataliste ; il a le côté tournant au cynisme  de l'homme moderne à force de replacer les phénomènes à leur place dans la matérialité. Mais alors pourquoi une suite de hasards mettent-ils dans son lit une descendante adorable dont il ignorait l'existence ? Sa vie en est brisée. Les dieux n'ont pas eu pour but de punir la transgression de l'interdit de l'inceste, puisqu'ils ont provoqué l'incident. En bout d'expérience, la vie de Walter prend fin parce qu'il est exclu de se repositionner dans l'ordre religieux. Trop profond, trop installé,  définitif, le désabusement d'homo sapiens devenu (cliniquement parlant) faber.